# Marge
Die Marge (französisch Spanne, Spielraum, aus lateinisch margo, Rand) (ˈmaʀʒə) ist in der Wirtschaft die Bezeichnung für Gewinnspannen aller Art.

## Allgemeines
Meist wird das Wort umgangssprachlich benutzt, weil die einzelnen Fachgebiete hierfür oft Fachausdrücke verwenden. Generell handelt es sich um die Spanne zwischen zwei Preisen für ein bestimmtes Handelsobjekt. Eine Differenz kann sich zwischen unterschiedlichen Ankaufs- und Verkaufspreisen, Börsenkursen oder Sollzinsen und Habenzinsen ergeben und wird dann Marge genannt. Die Zinsspanne hingegen ist keine Differenz und deshalb auch keine Marge, sondern eine betriebswirtschaftliche Kennzahl zur Messung der Rentabilität eines Kreditinstituts.

## Handel
Im Handel heißt die Differenz zwischen Anschaffungskosten/Selbstkosten und dem Verkaufspreis Handelsspanne. Der reziproke Wert der Handelsspanne ist die Wareneinsatzquote, während der einer Marge ähnelnde Kalkulationszuschlag den Aufschlag auf den Einstandspreis darstellt. Die Marge ist bei Handelsmarken in der Regel höher als bei Herstellermarken.

## Kreditinstitute
Bei Kreditinstituten wird der Begriff Marge in mehreren Teilbereichen benutzt. Selten werden auch kurs-, zins- und termingeschäftsbezogene Spannen als Marge bezeichnet.

### Kreditgeschäft
Im Kreditgeschäft setzt sich die Kreditmarge stufenweise aus folgenden Margenbestandteilen zusammen:
- Die Refinanzierungskosten sind der Aufwand, den ein Institut im Rahmen der Refinanzierung tragen muss; sie gehören zur Wertsphäre.
- Betriebskosten sind alle Kosten der Betriebssphäre, die ein Institut für die Beschaffung der Refinanzierung und die Kreditbearbeitung aufwenden muss (Personalkosten, Materialkosten).
- Die Marge im engeren Sinne wird als Aufschlag zu den bisherigen Margenbestandteilen hinzugerechnet. Sie ergibt sich aus dem Kreditrisiko, welches im Rating des Kreditnehmers zum Ausdruck kommt. Je schlechter das Rating ausfällt, desto höher ist die Marge und umgekehrt.

Aus allen drei Bestandteilen ergibt sich letztlich der Kreditzins für den Kunden.

### Devisenhandel
Im Devisen-, Sorten- und Edelmetallhandel heißen auch die Unterschiede zwischen Interbankenkursen und den Kursen im Kundengeschäft Margen. Sie erhöhen beim Kauf durch den Kunden die Kurswerte und ermäßigen sie beim Verkauf.
{\displaystyle {\text{Marge}}={{\text{Briefkurs}}-{\text{Geldkurs}}}}
Die Marge ergibt sich als Differenz zwischen dem höheren Briefkurs und dem niedrigeren Geldkurs.

### Wertpapierhandel
Im Wertpapierhandel gibt die Marge die Differenz zwischen dem Ausgabekurs und dem aktuellen Kurswert eines Wertpapiers an. Eine Margin ist die Sicherheitsleistung bei Termingeschäften im Börsenhandel.

### Bankkalkulation
Die Bankkalkulation kennt als Kalkulationsverfahren die Margenkalkulation, deren Ausgangspunkt die Konditionsmarge als Differenz zwischen dem Effektivzins eines Kundengeschäfts und dem Effektivzins eines alternativen Geschäfts am Finanzmarkt bildet (Opportunitätskosten). Von dieser Bruttomarge sind zur Ermittlung der Nettomarge die Risikokostenmarge und Betriebskostenmarge abzuziehen.

### Höhe
Die Höhe der Marge ist – außer vom Kreditrisiko – auch abhängig von der Art des Basiswerts, dessen Handelsvolumen, der Marktentwicklung, der Marktliquidität und der Verhandlungsmacht des Bankkunden. Im Hinblick auf die Verhandlungsmacht des Bankkunden kann grob zwischen Privathaushalten und Firmenkunden unterschieden werden. Die Marge ist bei Firmenkunden geringer als bei Privathaushalten und bei Großunternehmen am geringsten.

## Arbitrage
Die Indifferenzmarge ist bei der Arbitrage die Gewinnspanne zwischen Zinsdifferenz und Swapsatz, bei der sich Arbitragegeschäfte noch nicht oder nicht mehr lohnen, es liegt Arbitragefreiheit vor.

## Speditionswesen
Der Margentarif ist im Speditionswesen ein variierender Preis innerhalb einer Preisunter- und -obergrenze, der bei fehlenden Festpreisen vom Spediteur abgerechnet werden darf.